# Élections sénatoriales de 1989 dans les Côtes-du-Nord
Les élections sénatoriales dans les Côtes-du-Nord ont lieu le dimanche 24 septembre 1989. 
Elles ont pour but d'élire les sénateurs représentant le département au Sénat pour un mandat de neuf ans.

## Contexte départemental
Lors des élections sénatoriales du 28 septembre 1980 dans les Côtes-du-Nord, deux sénateurs UDF et un sénateur PS sont élus, Yves Le Cozannet, Bernard Lemarié et René Régnault.
Depuis, tous les effectifs du collège électoral des grands électeurs sont renouvelés, avec les élections législatives de 1988 dans les Côtes-du-Nord, les élections régionales de 1986 en Bretagne, les élections cantonales de 1985 et 1988 et les élections municipales de 1989 dans les Côtes-du-Nord.

## Rappel des résultats de 1980
| Candidat et parti politique | Candidat et parti politique | Candidat et parti politique | Premier tour | Premier tour | Second tour | Second tour |
| Candidat et parti politique | Candidat et parti politique | Candidat et parti politique | Voix         | %            | Voix        | %           |
| --------------------------- | --------------------------- | --------------------------- | ------------ | ------------ | ----------- | ----------- |
|                             | Yves Le Cozannet            | UDF                         | 593          | 40,12        | 657         | 44,42       |
|                             | Bernard Lemarié             | UDF                         | 589          | 39,85        | 659         | 44,56       |
|                             | Claude Saunier              | PS                          | 585          | 39,58        | 645         | 43,61       |
|                             | René Régnault               | PS                          | 583          | 39,45        | 656         | 44,35       |
|                             | Fernand Labbé               | RPR                         | 575          | 38,90        | 629         | 42,53       |
|                             | Alain Gouriou               | PS                          | 575          | 38,90        | 623         | 42,12       |
|                             | Édouard Quemper             | PCF                         | 325          | 21,99        | 227         | 15,35       |
|                             | Félix Leyzour               | PCF                         | 294          | 19,89        | 160         | 10,82       |
|                             | Francis Cadoudal            | PCF                         | 284          | 19,22        | 154         | 10,41       |
|                             |                             |                             |              |              |             |             |
| Inscrits                    | Inscrits                    | Inscrits                    | 1 487        | 100,00       | 1 487       | 100,00      |
| Abstentions                 | Abstentions                 | Abstentions                 | 1            | 0,07         | 4           | 0,20        |
| Votants                     | Votants                     | Votants                     | 1 486        | 99,93        | 1 483       | 99,80       |
| Blancs et nuls              | Blancs et nuls              | Blancs et nuls              | 8            | 0,54         | 4           | 0,47        |
| Exprimés                    | Exprimés                    | Exprimés                    | 1 478        | 99,46        | 1 479       | 99,53       |

## Sénateurs sortants
| Sénateur | Sénateur         | Parti | Fonctions lors de l'élection en 1980                |
| -------- | ---------------- | ----- | --------------------------------------------------- |
|          | Yves Le Cozannet | UDF   | Conseiller général, maire de Minihy-Tréguier        |
|          | Bernard Lemarié  | UDF   | Conseiller général, maire de Caulnes                |
|          | René Régnault    | PS    | Conseiller général, maire de Saint-Samson-sur-Rance |

## Candidats
Dans les Côtes-du-Nord, les sénateurs sont élus au scrutin majoritaire à deux tours. 
| Candidats | Candidats          | Parti | Principale fonction                                      |
| --------- | ------------------ | ----- | -------------------------------------------------------- |
|           | Félix Leyzour      | PCF   | Conseiller régional, conseiller général, maire de Callac |
|           | Gérard Le Cam      | PCF   | Adjoint au maire de Plénée-Jugon                         |
|           | François Le Masson | PCF   | Conseiller général, adjoint au maire de Louargat         |
|           | René Régnault      | PS    | Sénateur sortant, maire de Saint-Samson-sur-Rance        |
|           | Alain Gouriou      | PS    | Conseiller général, maire de Lannion                     |
|           | Claude Saunier     | PS    | Conseiller général, maire de Saint-Brieuc                |
|           | François Le Peru   | UDB   | Maire de Berthet                                         |
|           | Gabrielle Perrin   | UDB   | Adjoint au maire de Ploubezre                            |
|           | Pierre Gregam      | UDB   |                                                          |
|           | Yves Le Cozannet   | UDF   | Sénateur sortant, maire de Minihy-Tréguier               |
|           | Sébastien Couëpel  | UDF   | Conseiller général, maire d'Andel                        |
|           | Jean Hélias        | RPR   | Conseiller régional, maire de Ploufragan                 |

## Résultats
Les nouveaux représentants sont élus pour une législature de 9 ans au suffrage universel indirect par les 1 581 grands électeurs du département.
| Candidat et parti politique | Candidat et parti politique | Candidat et parti politique | Premier tour | Premier tour | Second tour | Second tour |
| Candidat et parti politique | Candidat et parti politique | Candidat et parti politique | Voix         | %            | Voix        | %           |
| --------------------------- | --------------------------- | --------------------------- | ------------ | ------------ | ----------- | ----------- |
|                             | René Régnault               | PS                          | 658          | 42,13        | 866         | 55,37       |
|                             | Yves Le Cozannet            | UDF                         | 653          | 41,81        | 676         | 43,22       |
|                             | Jean Hélias                 | RPR                         | 640          | 40,97        | 665         | 42,52       |
|                             | Alain Gouriou               | PS                          | 635          | 40,65        | Retrait     | Retrait     |
|                             | Sébastien Couëpel           | UDF                         | 634          | 40,59        | 655         | 41,88       |
|                             | Claude Saunier              | PS                          | 632          | 40,46        | 843         | 53,90       |
|                             | Félix Leyzour               | PCF                         | 264          | 16,90        | 865         | 55,31       |
|                             | Gérard Le Cam               | PCF                         | 228          | 14,60        | Retrait     | Retrait     |
|                             | François Le Masson          | PCF                         | 222          | 14,21        | Retrait     | Retrait     |
|                             | Gabrielle Perrin            | UDB                         | 31           | 1,98         | Retrait     | Retrait     |
|                             | François Le Peru            | UDB                         | 31           | 1,98         | Retrait     | Retrait     |
|                             | Pierre Gregam               | UDB                         | 28           | 1,79         | Retrait     | Retrait     |
|                             |                             |                             |              |              |             |             |
| Inscrits                    | Inscrits                    | Inscrits                    | 1 581        | 100,00       | 1 581       | 100,00      |
| Abstentions                 | Abstentions                 | Abstentions                 | 16           | 0,89         | 5           | 0,32        |
| Votants                     | Votants                     | Votants                     | 1 565        | 99,11        | 1 576       | 99,68       |
| Blancs et nuls              | Blancs et nuls              | Blancs et nuls              | 5            | 0,32         | 12          | 0,76        |
| Exprimés                    | Exprimés                    | Exprimés                    | 1 560        | 99,68        | 1 564       | 99,24       |